# 普什卡里 (布恰奇區)
49°9′17″N 25°29′35″E / 49.15472°N 25.49306°E
普什卡里（烏克蘭語：Пушкарі），是烏克蘭的村落，位於該國西部捷爾諾波爾州，由喬爾特基夫區負責管轄，分別距離馬捷烏什夫卡2.5公里和馬爾特尼夫卡4公里，始建於1850年，面積0.74平方公里，2001年人口159。